# 华族农人

农族自治区的旗帜。

华族农人  是越南华人的一支，现今主要识别为艾族，也被译为艾族侬人、华裔侬族，主要使用粤语和客语，在 1947 年到 1954 年主要居住在海宁农族自治区（今已并入廣寧省和少部分諒山省），当时华族农人占當地人口比例約 72% 到 78%。
越南绝大多数的壮傣民族几乎都来自中国云南，而华族农人的名称则来自于粤语的“农人”一词（原参考资料音译并拼写为"nong nhan"），但是天津条约后，法国出于对越南北部与中国的边界和政治争议，拒绝承认华族农人是中国人，并按其职业称其为“侬人”。
1954 年后，大约 5 万多名华族农人随着黃亞生上校与约 100 万的其他北越人移居了南越，大多定居在同狔省和平顺省。

## 海外侨民和归侨

居住在越南和中国以外的华族农人的旗帜，使用了原农族自治区的徽章。

在 1975 年胡志明市解放后，许多的华族农人离开了越南成为越南船民，到了香港和马来西亚的难民营，许多人被安置在美国，加拿大，法国，澳洲和新加坡等其他国家。